# A.J. Langer
Allison Joy 'A.J.' Langer (Columbus (Ohio), 22 mei 1974), is een Amerikaanse actrice.

## Biografie
Langer verhuisde op vijfjarige leeftijd met haar familie naar Los Angeles. De highschool heeft ze doorlopen aan de Granada Hills High School in de wijk Granada Hills van Los Angeles.
Langer begon in 1987 met acteren in de televisieserie Série noire. Hierna heeft ze nog meerdere rollen gespeeld in televisieseries en films zoals Drexell's Class (1991-1992), Baywatch (1991-1994), My So-Called Life (1994-1995), Escape from L.A. (1996), It's Like, You Know... (1999-2001) en Eyes (2005-2007).
Langer is in 2005 getrouwd met een zoon van de achttiende graaf van Devon en hebben samen twee kinderen. Langer heeft nu de titel Barones Courteney en in de toekomst zal haar naam Gravin van Devon worden. Zij heeft haar man ontmoet in 2002 toen ze elkaar leerden kennen in een hotel in Las Vegas (Nevada) waar hij werkte als advocaat. Hij vroeg haar in 2004 ten huwelijk, en zij hadden zich voorgenomen om naar Engeland te verhuizen na hun huwelijk. Zij gingen daar wonen in een kasteel met de naam Castle Powderham in Exeter dat is gebouwd in 1390. De familie van haar man woont daar al meer dan zeshonderd jaar.
Langer is in haar vrije tijd ambassadrice van een stichting die zich inzet voor mensen die lijden aan de ziekte fibromyalgie, waaraan zij zelf ook lijdt.

## Prijzen
- 1995 Young Artist Awards in de categorie Beste Jeugdige Cast in een Televisieserie met de televisieserie My So-Called Life – gewonnen.
- 1993 Young Artist Awards in de categorie Beste Jeugdige Actrice in een Televisiefilm met de televisiefilm And You Thought Your Parents Were Weird – genomineerd.

## Filmografie

### Films
- 2013 Kristin's Christmas Past - als Debby
- 2003 Platonically Incorrect – als Darlene O'Dair
- 2001 On Edge – als J.C. Cain
- 1998 Meet the Deedles – als Jesse Ryan
- 1996 Escape from L.A. – als Utopia
- 1995 Naomi & Wynonna: Love Can Build a Bridge – als vrouw in rolstoel
- 1993 Arcade – als Laurie
- 1993 Grey Knight - als Thomas
- 1993 Lightning in a Bottle – als Mitzi Furber
- 1991 And You Thought Your Parents Were Weird – als Beth Allen
- 1991 The People Under the Stairs – als Alice

### Televisieseries
Uitgezonderd eenmalige gastrollen.
- 2011 - 2012 Private Practice - als Erica Warner - 14 afl.
- 2005 – 2007 Eyes – als Meg Bardo – 12 afl.
- 2002 The Drew Carey Show – als Dawn – 2 afl.
- 2001 – 2002 Three Sisters – als Annie Bernstein-Flynn – 18 afl.
- 1999 – 2001 It's Like, You Know... – als Lauren Woods – 24 afl.
- 1997 – 1998 Brooklyn South – als Kathleen Doyle – 9 afl.
- 1995 – 1996 Coach – als Julie – 3 afl.
- 1994 – 1995 My So-Called Life – als Rayanne Graff – 19 afl.
- 1992 In the Heat of the Night – als Megan Fowler – 2 afl.
- 1991 – 1992 Drexell's Class – als Melissa Drexell – 18 afl.

### Computerspellen
- 1993 Return to Zork – als Rebecca Snoot (stem)

- International Standard Name Identifier: 0000 0000 5429 4578
- Library of Congress Control Number: no2008098065
- Nationale Bibliotheek van Tsjechië: xx0161714
- Virtual International Authority File: 49043140
- WorldCat: E39PBJhH3YB4rXJvP789rgkVYP